# Charles Wood, 2:e viscount Halifax
Charles Lindley Wood, 2:e viscount Halifax, född den 7 juni 1839 i London, död den 19 januari 1934 i Hickleton i Yorkshire, var en brittisk politiker. Han var son till Charles Wood, 1:e viscount Halifax och far till Edward Wood, 1:e earl av Halifax.
Halifax ärvde peersvärdigheten 1885 och uppträdde i överhuset mest som tolk för den högkyrkliga uppfattningen av kyrkopolitiska frågor. Han var president för English Church Union.